# Enrique Reig y Casanova
Enrique Reig y Casanova (20. leden 1859, Valencie – 25. srpna 1927, Toledo) byl španělský římskokatolický duchovní, arcibiskup toledský a kardinál.

## Život
Narodil se 20. ledna 1859 ve Valencii, jako syn Francisca Reig a Ramony roz. Casanova. Jeho rodina pocházela z města Agullent.
Studoval na Institutu v Xàtivě a poté vstoupil do kněžského semináře ve Valencii. Krátkou dobu na to, se rozhodl opustit seminář. Oženil se a pracoval jako advokát. Když roku 1885 zemřela jeho manželka a syn na choleru, rozhodl se vrátit do semináře. Roku 1886 jej biskup Almeríi José María Orberá vysvětil na kněze. Krátkou dobu po vysvěcení působil jako profesor historie v kněžském semináři. Poté byl až do roku 1900 kancléřem a generálním vikářem diecéze Mallorca.
Roku 1900 byl poslán do arcidiecéze Toledo. Zde působil jako profesor sociologie v semináři a roku 1903 se stal arcijáhnem katedrální kapituly. Založil církevní časopis La revista parroquial a byl také ředitelem časopisu La paz social.
Dále sloužil jako asesor katolických odborů a rektor Academia Universitaria Católica. Byl profesorem náboženství a sociologie v Escuela Superior de Magisterio a moderátorem Unión Apostólica.
Dne 22. březen 1903 mu papež Lev XIII. udělil titul apoštolského protonotáře a roku 1904 se stal auditorem Posvátné roty v Madridu.
Dne 28. března 1913 jej papež Pius X. jmenoval biskupem diecéze Barcelona. Biskupské svěcení přijal 8. listopadu 1914 v madridské bazilice La Milagros z rukou arcibiskupa Francesca Ragonesiho a spolusvětiteli byli biskup José María Salvador y Barrera a biskup Jaime Cardona y Tur.
Dne 22. dubna 1920 ho papež Benedikt XV. ustanovil metropolitním arcibiskupem valencijským.
Dne 11. prosince 1922 jej papež Pius XI. na konzistoři jmenoval kardinálem. Jako titulární kostel mu byl přidělen San Pietro in Montorio a 14. prosince 1922 byl jmenován metropolitním arcibiskupem toledským. Kardinálský biret a titul si převzal 25. května 1923.
Dne 15. června 1926 byl papežským legátem na Národním eucharistickém kongresu.
Zemřel po dlouhé a bolestivé nemoci 25. srpna 1927 ve dvě hodiny po půlnoci. Jeho tělo bylo vystaveno k úctě v arcibiskupském paláci v Toledu a byl pohřben v Capilla del Sagrario v katedrále Nanebevzetí Panny Marie v Toledu.